# Sterylizacja plazmowa
Sterylizacja plazmowa – sterylizacja wykorzystująca synergiczny efekt oddziaływania zarówno promieniowania UV, jak i cząstek reaktywnych, elektronów i jonów, na mikroorganizmy. Do wyjaławiania np. instrumentów metalowych czy narzędzi wykonanych z materiałów termowrażliwych najczęściej jest wykorzystywana niskotemperaturowa plazma, wytwarzana w warunkach ciśnienia atmosferycznego. Taki rodzaj plazmy cechuje brak równowagi termodynamicznej, co jest niezbędne w procesie wyjaławiania materiałów, na których stwierdzono obecność drobnoustrojów.